# Herb gminy Drawsko
Herb gminy Drawsko – jeden z symboli gminy Drawsko, ustanowiony 20 października 2010.

## Wygląd i symbolika
Herb przedstawia na tarczy koloru zielonego postać złotego kroczącego jelenia, skierowanego w prawo.